# Affaire de Tchanak

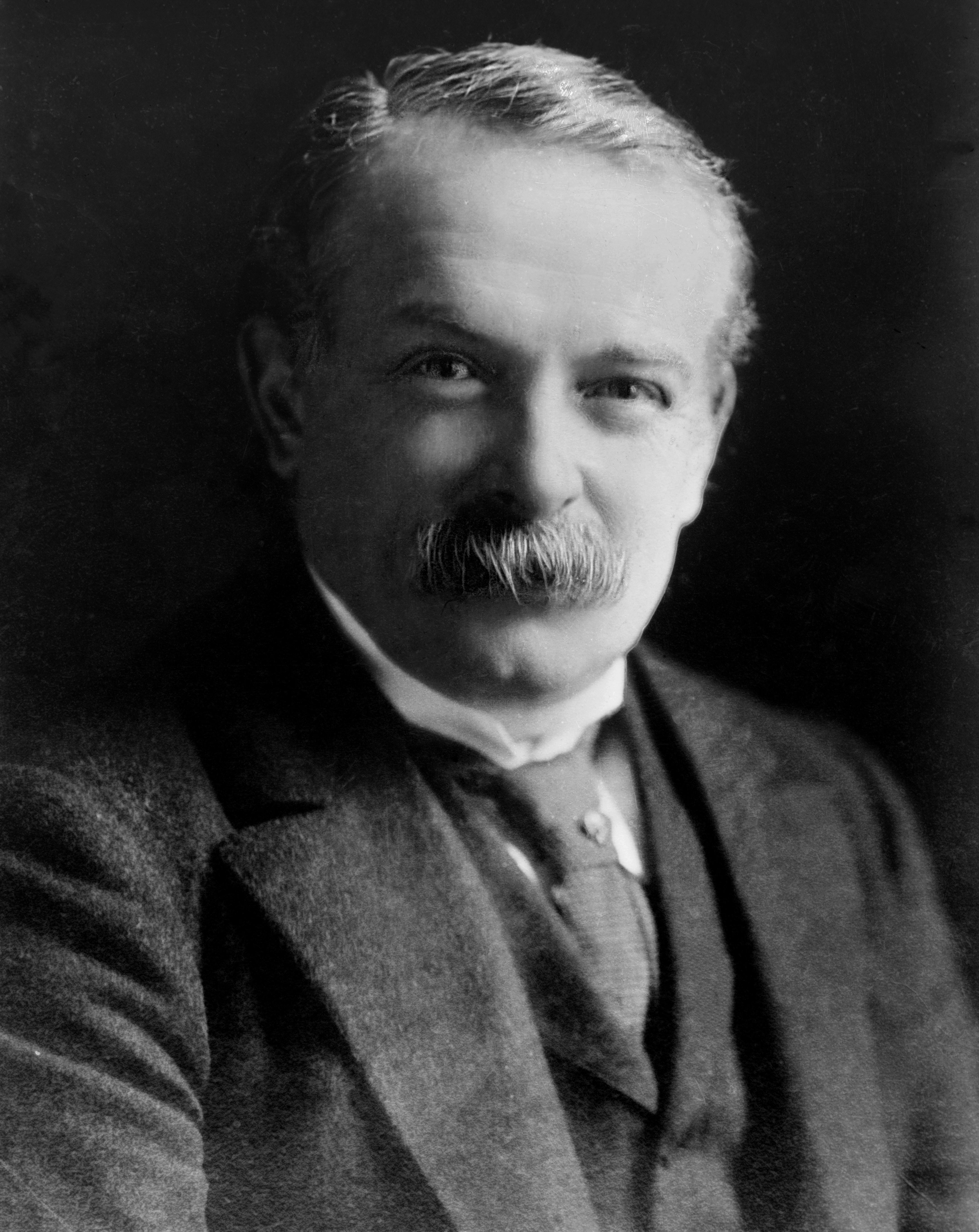
La crise du Tchanak a entraîné la chute de David Lloyd George

En septembre 1922, les troupes britanniques postées à Tchanak (Turquie) sont assaillies par les troupes nationalistes turques. Le Royaume-Uni lance alors un appel aux forces impériales de l'Empire britannique pour qu'elles interviennent. 
C'est à la suite de cet événement que le Canada, qui refuse d'intervenir, devient diplomatiquement indépendant du Royaume-Uni.